# سارا ترو

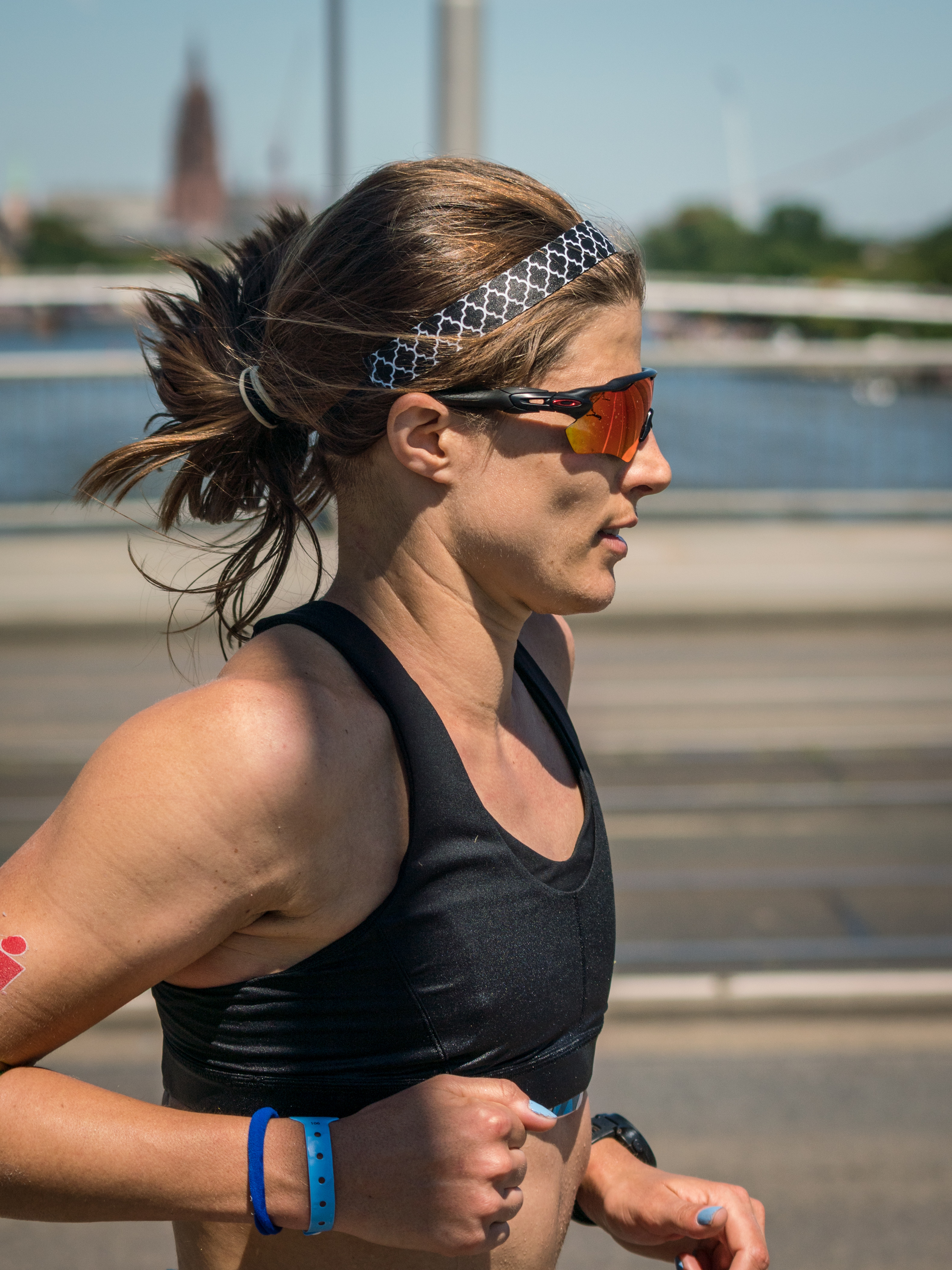
سارا ترو در سال ۲۰۱۸

سارا ترو (موسوم به گراف, متولد ۲۷ نوامبر ١٩٨١) یک ورزشکار آمریکایی است که در مسابقات سه‌گانه رقابت می‌کند. او در مسابقات سه‌گانه در بازیهای المپیک تابستانی ۲۰۱۲ به نمایندگی از ایالات متحده در پایان در جایگاه چهارم ایستاد. ترو برنده مسابقات جهانی 2007 ITU Aquathlon است و با مقام دوم در مسابقات جهانی ٢٠١٤ ITU سه‌گانه به پایان رسانید. در المپیک تابستانی ۲۰۱۶ او نماینده ایالات متحده در مسابقات سه‌گانه بود.